# ARV Tiburón (S-21)
El ARV Tiburón (S-21) fue un submarino de fabricación norteamericana que sirvió en la Armada de Venezuela entre los años 1972 y 1989, de la Clase Balao, sirvió anteriormente en la Armada de los Estados Unidos como USS Cubera (SS-347) entre 1945 y 1972.

## USS Cubera (SS-347)
USS Cubera (SS-347), fue botado el 17 de junio de 1945 en la Electric Boat Co. de Groton en Connecticut en Estados Unidos, fue su madrina la señora J. Taber, asignado el 19 de diciembre de 1945, al mando del Capitán de Corbeta R. W. Paine, fue asignado a la Flota de Atlántico. 
Luego de ser probado en Nueva Londres, Connecticut, Cubera llegó a Key West en Florida, el 19 de marzo de 1946. Allí fue probado su equipo de sonar, sirvió en el desarrollo de proyectos experimentales de guerra antisubmarina en el estrecho de Florida y se unió a un ejercicio de flota el 4 de julio de 1947 de donde partió hacia el astillero naval de Filadelfia para someterse a una modernización GUPPY.
De regreso a Key West el 9 de marzo de 1948, Cubera continuó operando en dicho puerto, así como tomando parte en ejercicios de flota en el mar Caribe y el océano Atlántico hasta el 3 de julio de 1952 cuando llegó a Norfolk, su nuevo puerto de asiento. 
Cubera apareció en 1955 en la película de Ray Harryhausen It Came from Beneath the Sea, como un submarino atómico usado para destruir al pulpo gigante de la película.
En junio de 1955 viajó a Sídney, Nueva Escocia, Canadá. A lo largo de 1957 Cubera realizó operaciones locales y participó en ejercicios de flota en el Caribe. En los años 1959 y 1960 fue asignada a la Fuerza de Tareas Alfa (Task Force Alfa), fuerza que conducía constantes experimentos para mejorar técnicas antisubmarinas. Con dicha fuerza recorrió el Atlántico oeste de Nueva Escocia a las Bermudas.

## ARVTiburón(S-12)
Cubera fue dado de baja y vendido bajo el Programa de Seguridad y asistencia a Venezuela el 5 de enero de 1972, donde fue renombrado ARV Tiburón (S-12). En 1977 se le asignó el numeral S-21 y fue desguazado en 1989.